# ЛуМЗ-945
ЛуМЗ-945 — автомобіль-рефрижератор з автоакумуляційним охолодженням. випускався Луцьким автоскладальним заводом в 1964—1965 роках.

## Характеристики
Автомобіль призначався для малооб'ємних перевезень харчових продуктів в межі міста по торгових точках і підприємствах громадського харчування. Вантажне відділення фургона мало задні двері, що герметично закриваються, усередині обшивалося листовим алюмінієм. Між зовнішньою і внутрішньою обшивками кузова, а також на підлозі передбачалося укладання блоків термоізоляції з пінопласту або міпору. Зовнішні металеві частини кузова і внутрішня обшивка були сполучені через дерев'яні бруски.
Охолодження здійснювалося за допомогою холодильної установки ФГК-07, розташованою в кабіні замість переднього пасажирського сидіння, і двох холодильних акумуляторів у вантажному відсіку. Через додаткове устаткування вантажопідйомність рефрижератору зменшилася до 170 кг (в порівнянні з 250 кг у базової моделі фургона).
Головним недоліком таких фургонів був не дуже зручний доступ у далекий кінець кузова, проте, технологічна простота і дешевизна взяла верх.